# 25688 Hritzo
25688 Hritzo è un asteroide della fascia principale. Scoperto nel 2000, presenta un'orbita caratterizzata da un semiasse maggiore pari a 3,1468563 UA e da un'eccentricità di 0,0640411, inclinata di 6,12235° rispetto all'eclittica.